# Гуще, чем вода
«Гуще, чем вода» (швед. Tjockare än vatten) — шведский телесериал 2014 года, снятый Хенриком Янссон-Швайцером по сценарию Никласа Рокстрёма и Моргана Йенсена.
Премьера сериала в Швеции состоялась 27 января 2014 года на канале SVT. Показ в Финляндии начался с 5 февраля того же года.
Съёмки проходили в Барненсе в Руслагене, в Лулео, Стокгольме и на Аландских островах.

## Сюжет
Лассе и Юнна Вальдемар приезжают на Аланды, чтобы отпраздновать день рождения матери, которая вместе с другим сыном — Оскаром — содержит гостиницу «Вальдемары». Однако вскоре мать находят мёртвой, и это запускает ряд событий, в ходе которых на свет выходят многие семейные тайны.

## В ролях
| Актёр              | Роль                |
| ------------------ | ------------------- |
| Бьёрн Бенгтссон    | Лассе Вальдемар     |
| Юэль Спира         | Оскар Вальдемар     |
| Алитте Офейм       | Юнна Вальдемар      |
| Стина Экблад       | Анна-Лиса Вальдемар |
| Джессика Грабовски | Лив Вальдемар       |
| Сага Саркола       | Сесилия Вальдемар   |
| Молли Натли        | Ким Вальдемар       |
| Тобиас Силлиакус   | Микаэль Русен       |
| Таня Лорентсон     | Петра               |
| Торкель Петерссон  | Манне Вальстрём     |